# Rajma Chawal: Un padre actualizado
Rajma Chawal: Un padre actualizado es una película india en hindi de 2018 de comedia dramática dirigida por Leena Yadav, producido por Gulab Singh Tanwar y Aseem Bajaj, el cual protagoniza Rishi Kapoor, Anirudh Tanwar y Amyra Dastur. La película gira en torno a una relación padre-hijo en la actualidad. La película fue lanzada por Netflix el 30 de noviembre de 2018.

## Argumento
Raj Mathur (Rishi Kapoor) y su hijo Kabir se mudan de su casa de Nueva Delhi a la antigua casa de la familia en Chandni Chowk después de que la madre de Kabir muere en un accidente. Kabir, un guitarrista, está descontento con la mudanza y resiente a su padre por obligarlo a dejar a sus amigos, su banda y la casa con los recuerdos de su madre. Raj oculta sus problemas explica que quería mudarse con sus viejos amigos. Kabir acusa a su padre de volverse más retirado de su padre y los dos comienzan a gritar y pelear entre sí.
Raj está preocupado por la falta de comunicación entre ellos. Decide unirse a Facebook en un intento de conectarse con su hijo solo para ser bloqueado por Kabir. A sugerencia de Beeji, roba la identidad de una chica desconectada de Facebook y se hace pasar por "Tara" para hablar con su hijo.
Mientras tanto, la persona de la vida real de Tara, Seher (Amyra Dastur), es una chica de salón que constantemente pide dinero prestado a su abusivo novio Baljeet para mantenerse a flote. Ella es explotada por su novio y huye de él por ser abusiva, pero ella regresa por su situación económica.
Kabir abre su corazón a Tara (en realidad su padre) en Facebook y ella a su vez comparte los sentimientos del padre con Kabir. Se acerca a Tara y también se acerca a su padre. Kabir se da cuenta de que su padre también ha sufrido una grave pérdida de pareja tras la muerte de su madre. Conoce a nuevos amigos, comienza una nueva banda e incluso escribe una nueva canción del poema "El papá de Tara" (en realidad su propio padre) escribió para "La mamá de Tara" (en realidad la mamá de Kabir). Su banda tiene la oportunidad de presentarse en vivo en un lugar popular y él visita su casa de Nueva Delhi para rendir homenaje a su madre. Allí se entera de que la casa ha sido vendida y se enoja porque su papá no le dijo. La actuación de la banda es un éxito y ve a Seher que lo besa para alejarse de su posesivo novio tras lo cual ella se marcha.
Su padre Raj también ha visto a Seher y cree que el juego ha terminado, pero con sus amigos encuentra a la verdadera "Tara" Seher y la convence de que finja ser Tara y convenza a su hijo de que regrese a casa. Por cierto, Seher se siente atraído por Kabir después de conocerlo, pero tiene miedo de enamorarse debido a su historia. Él la impresiona y ella se enamora de él.
A medida que avanza la relación, Seher y Kabir están juntos. Seher revela que era una hija obediente hasta que quedó embarazada del bebé de su novio. Ella robó dinero de su casa y se lo dio, pero él la abandonó, corrió a Canadá y la dejó separada de su propia familia conservadora de un pequeño pueblo en Meerut. Se escapó a Delhi, se hizo un aborto y comenzó a vivir soltera. Quiere ir a Meerut pero sus padres se lo niegan. Ella va con Kabir a celebrar Diwali con su padre Raj y terminan besándose en su piso alquilado.
Al día siguiente, conoce en secreto a Raj, quien le pide que termine la relación. Seher le dice que se ha enamorado de Kabir, pero Raj la llama fraude y la insulta mientras le dice que es muy diferente de Kabir. Ella rompe con Kabir y comienza a trabajar duro en el Salón para pagar todas sus deudas. Con el corazón roto, Kabir regresa con su padre Raj, quien le pide que se concentre en su música. Al ver que Kabir, Beeji y el amigo de Raj intentan persuadirlo para que ayude a Kabir con Seher, él los insulta y los rechaza.
Incapaz de cantar, Kabir deprimido está evitando a su banda y no va a los eventos de la banda, lo que hace que su carrera musical sufra. Su padre finge tener un ataque al corazón y es llevado al hospital por un angustiado Kabir. Al regresar a casa, Kabir ve a Seher devolviendo el dinero de su padre y ella se escapa mientras el amigo de Raj le dice a Kabir la verdad. Kabir está furioso con el engaño y las mentiras constantes de su padre y huye.
Raj y sus amigos van al albergue de chicas para encontrar a Seher, donde se queda después de liquidar la deuda del propietario, con la esperanza de que pueda ayudar a encontrar a Kabir o saber dónde está. Usando una aplicación, rastrean a Kabir hasta una estación de metro, donde su padre finalmente tiene una conversación honesta y se abre por primera vez. Raj le dice a Kabir que su madre cubrió sus heridas para asegurarse de que el examen de Kabir al día siguiente no se vea afectado. Él viene limpio sobre su engaño de Facebook y otras mentiras, admitiendo que todo lo que hizo fue por amor con la intención de acercarse a su hijo, los dos finalmente se abrazan. Raj le dice a Kabir que se ha dado cuenta de que Seher es una chica maravillosa y que debería ir tras ella y recuperarla.
Kabir encuentra a Seher y luego vuelven a estar juntos mientras la banda de Kabir continúa tocando de fondo. La banda de Kabir tiene éxito; Seher va con Kabir a Meerut y se reconcilia con su familia; Seher vive con Kabir en Chandni Chowk, mientras canta que su corazón y su alma pertenecen a Chandni Chowk. Después de la actuación, Kabir mira las palomas y se va para pasar tiempo con Seher y su familia y amigos.

## Reparto
- Rishi Kapoor como Raj Mathur
- Anirudh Tanwar como Kabir Mathur
- Amyra Dastur como Seher / Tara
- Nirmal Rishi como Beeji / Bebe
- Aparshakti Khurana como Baljeet Singh Chautala
- Harish Khanna como Kuljeet
- Sheeba Chaddha como La tía de Kabir
- Manu Rishi como Mittal
- Jitendra Shastri como Anees
- Diksha Juneja como Paro
- Akash Dabas como Sanju
- Raja Hasan como Jacky Jam (Cantante / Músico)
- Mukesh Chhabra como Anoop Ji
- Brijendra Kala
- Adil Hussain

## Lanzamiento
Rajma Chawal se estrenó en el Festival de Cine de Londres en octubre de 2018 y se estrenó en Netflix el 30 de noviembre.
 